# علي سالمين
علي سالمين (مواليد 4 فبراير 1995) لاعب كرة قدم إماراتي يجيد اللعب في الوسط مع نادي الوصل في دوري الخليج العربي الإماراتي .

## روابط خارجية
- علي سالمين على موقع إي إس بي إن إف سي (الإنجليزية)
- علي سالمين على موقع ناشيونال فوتبول تيمز (الإنجليزية)
- علي سالمين على موقع Soccerway.com (الإنجليزية)
- علي سالمين على موقع عالم كرة القدم.نت (الإنجليزية)